# Sierra Nevada (Tây Ban Nha)
Sierra Nevada (có nghĩa là "dãy núi tuyết" trong tiếng Tây Ban Nha) là một dãy núi ở vùng Andalusia, tỉnh Granada và Almeria ở Tây Ban Nha. Nó có chứa các điểm cao nhất của lục địa Tây Ban Nha, Mulhacen với độ cao 3.478 mét (11.411 ft) trên mực nước biển. Sierra Nevada ở California được đặt tên theo Sierra Nevada của Tây Ban Nha. 
Đây là điểm đến du lịch nổi tiếng, do đỉnh cao của nó làm cho trượt tuyết có thể trong một trong những khu nghỉ mát trượt tuyết phía nam nhất của châu Âu, trong một khu vực dọc theo biển Địa Trung Hải Chủ yếu được biết đến với nhiệt độ ấm áp và nhiều nắng. Ở chân của nó có thành phố Granada và, xa hơn một chút là Almeria và Malaga.
Phần của dãy núi này đã được đưa vào vườn quốc gia Sierra Nevada. Phạm vi đã được công bố thì một dự trữ sinh quyển. Đài quan sát Sierra Nevada nằm trên sườn phía bắc ở độ cao 2.800 mét (9.200 ft).